# Noah Hoffman
Pour les articles homonymes, voir Hoffman.
Noah Hoffman, né le 1er août 1989 à Evergreen (Colorado), est un fondeur américain.

## Carrière
Membre du club de Vail,  Hoffman prend part à ses premières courses FIS en 2006-2007 et son premier championnat du monde junior en 2008, terminant douzième du dix kilomètres classique.
Il fait ses débuts en Coupe du monde de ski de fond en janvier 2009 à Whistler, où il finit 25e de la poursuite (ce qui lui apporte des points pour le classement général). Le fondeur prend part à de multiples courses dans l'élite lors de la saison 2010-2011, où il gagne aussi sa première manche sur l'US Super Tour et une sélection pour les Championnats du monde à Oslo, arrivant deux fois dans le top trente en individuel. L'hiver suivant, il inscrit de nouveau des points dans la Coupe du monde, après avoir remporté son premier titre de champion des États-Unis sur trente kilomètres, puis il décroche une médaille d'argent aux Championnats du monde des moins de 23 ans à Erzurum sur quinze kilomètres classique.
Il participe ensuite aux Jeux olympiques de Sotchi en 2014, où son meilleur résultat individuel est 26e du cinquante kilomètres libre. Le fondeur a connu sa première victoire au niveau international en gagnant une étape lors du Nordic Opening en novembre 2013.
En février 2017, il enregistre son meilleur résultat international depuis trois ans avec une huitième place au skiathlon de Pyeongchang en Coupe du monde.
En 2018, pour son ultime saison dans le sport, il prend part à quatre épreuves aux Jeux olympiques de Pyeongchang, obtenant au mieux une 31e place sur le cinquante kilomètres classique individuellement.

## Palmarès

### Jeux olympiques
| Épreuve / Édition   | Sprint                           | Sprint                           | 15 km                            | 15 km                            | Skiathlon 2 × 15 km | 50 km | Relais | Relais    |
| Épreuve / Édition   | libre                            | classique                        | libre                            | classique                        | Skiathlon 2 × 15 km | 50 km | Sprint | 4 × 10 km |
| JO 2014 Sotchi      | —                                | Épreuve inexistante à cette date | Épreuve inexistante à cette date | 31e                              | 35e                 | 26e   | —      | 11e       |
| JO 2018 Pyeongchang | Épreuve inexistante à cette date | —                                | 48e                              | Épreuve inexistante à cette date | 54e                 | 31e   | —      | 14e       |

- : pas d'épreuve
- — : Non disputée par Hoffman

### Championnats du monde
| Épreuve / Édition | Oslo 2011                        | Val di Fiemme 2013               | Falun 2015 | Lahti 2017 |
| 15 km libre       | 15e                              | Épreuve inexistante à cette date | 34e        |            |
| 15 km classique   | Épreuve inexistante à cette date | 29e                              |            |            |
| Skiathlon 30 km   | 42e                              | 37e                              | 44e        | 55e        |
| 50 km             | 27e                              | 30e                              | 31e        | 49e        |
| Relais 4 x 10 km  | 10e                              | 14e                              | 11e        |            |

### Coupe du monde
- Meilleur classement général : 35e en 2014.

#### Courses par étapes
- 1 victoire d'étape lors du Nordic Opening 2013-2014 (15 km libre départ avec handicap à Kuusamo).
- 9e du classement final du Nordic Opening 2013-2014.

#### Classements en Coupe du monde
| Année     | Classement général final | Classement distance |
| 2008-2009 | 162e                     | 101e                |
| 2011-2012 | 128e                     | 78e                 |
| 2012-2013 | 48e                      | 36e                 |
| 2013-2014 | 35e                      | 27e                 |
| 2015-2016 | 54e                      | 38e                 |
| 2016-2017 | 51e                      | 33e                 |
| 2017-2018 | 149e                     | 97e                 |

### Championnats du monde des moins de 23 ans
- Erzurum 2012 :
  -  Médaille d'argent sur le quinze kilomètres classique.

### Championnats des États-Unis
- 1 titre en 2012 sur le trente kilomètres.